# پل آریزین
پل آریزین (انگلیسی: Paul Arizin; ۹ آوریل ۱۹۲۸ – ۱۲ دسامبر ۲۰۰۶) بازیکن بسکتبال اهل ایالات متحده آمریکا بود.
وی همچنین برندهٔ جوایزی همچون جایزه باارزش‌ترین بازیکن بازی آل-استار ان‌بی‌ای و تیم آل-ان‌بی‌ای شده‌است.
از باشگاه‌هایی که در آن بازی کرده‌است می‌توان به گلدن استیت واریرز اشاره کرد.